# Las Margaritas, delstaten Mexiko
Las Margaritas är en ort i Mexiko, tillhörande kommunen Tlalmanalco i delstaten Mexiko. Las Margaritas ligger i den centrala delen av landet och tillhör Mexico Citys storstadsområde. Orten hade 207 invånare vid folkräkningen 2010.